# Alessandria Unione Sportiva 1956-1957
Questa pagina raccoglie le informazioni riguardanti l'Alessandria Unione Sportiva nelle competizioni ufficiali della stagione 1956-1957.

## Stagione
Nella stagione 1956-1957 l'Alessandria disputò il suo tredicesimo campionato di Serie B.
Già annoverata tra le favorite della vigilia, l'Alessandria rispettò i pronostici e, in un campionato combattuto e avvincente, riuscì presto a portarsi nel gruppo di testa malgrado un calendario non dei più agevoli. Per la prima volta la squadra indossò la storica divisa grigia e azzurra.
Nel mese di marzo un improvviso calo di forma sembrò staccare definitivamente i grigioazzurri dalle lanciate Verona e Catania; ad aprile la brutta sconfitta di Monza spinse l'esperto allenatore Sperone alle dimissioni. La dirigenza optò per la soluzione interna, con Luciano Robotti coadiuvato dal libero Pedroni: malgrado un preoccupante scivolone a Taranto, la squadra riuscì a riportarsi a ridosso del duo di testa e a sorpassare a quattro minuti dal termine del campionato il Catania. Appaiata al secondo posto assieme al Brescia, l'Alessandria sconfisse anche le rondinelle nel combattuto spareggio di San Siro e poté festeggiare il ritorno in Serie A a nove anni dall'ultima retrocessione.

## Divise
| 1ª maglia | 2ª maglia |

## Organigramma societario
Area direttiva
- Presidente: Silvio Sacco
- Vicepresidenti: Amedeo Ruggiero e Remo Sacco
- Consiglieri: Piero Melchionni, Pietro Mignone, Mario Moccagatta, Mario Sacco, Attilio Venturino

Area organizzativa
- Segretario: Piero Zorzoli
- Segretario amministrativo: Enrico Reposi

Area tecnica
- Allenatore: Mario Sperone, poi dal 15 aprile Luciano Robotti
- Allenatore in 2ª: Luciano Robotti, poi dal 15 aprile Franco Pedroni

Area sanitaria
- Medico sociale: Cesare Bruno
- Massaggiatore: Eugenio Taverna

## Rosa
| N. |                   | Ruolo | Calciatore           |
| -- | ----------------- | ----- | -------------------- |
|    | Italia (bandiera) | P     | Pacifico Cuman       |
|    | Italia (bandiera) | P     | Ideo Stefani         |
|    | Italia (bandiera) | D     | Umberto Boniardi     |
|    | Italia (bandiera) | D     | Bruno Bosio          |
|    | Italia (bandiera) | D     | Gian Luigi Brotto    |
|    | Italia (bandiera) | D     | Aldo Nardi           |
|    | Italia (bandiera) | C     | Lanfranco Albertelli |
|    | Italia (bandiera) | C     | Giulio Castelli      |
|    | Italia (bandiera) | C     | Franco Pedroni       |
|    | Italia (bandiera) | C     | Franco Russi         |

| N. |                   | Ruolo | Calciatore        |
| -- | ----------------- | ----- | ----------------- |
|    | Italia (bandiera) | C     | Cirano Snidero    |
|    | Italia (bandiera) | C     | Luigi Traverso    |
|    | Italia (bandiera) | A     | Ercole Castaldo   |
|    | Italia (bandiera) | A     | Michele Manenti   |
|    | Italia (bandiera) | A     | Egidio Morbello   |
|    | Italia (bandiera) | A     | Enrico Pratesi    |
|    | Italia (bandiera) | A     | Luciano Redegalli |
|    | Italia (bandiera) | A     | Giorgio Tinazzi   |
|    | Italia (bandiera) | A     | Alessandro Vitali |

## Risultati

### Serie B

#### Girone di andata
| Arbitro: | Pieri (Trieste) |

|                    |           |                                       |
| Bolognesi 62’, 65’ | Marcatori | 10’ Tinazzi 31’ Redegalli 75’ Manenti |

| Arbitro: | Alterio (Roma) |

|                          |           |               |
| Tinazzi 14’ Castaldo 38’ | Marcatori | 61’ Gasparini |

| Arbitro: | Annoscia (Bari) |

|                |           |                          |
| Hansen 9’, 61’ | Marcatori | 50’ Tinazzi 71’ Castaldo |

| Arbitro: | Corallo (Lecce) |

|              |           |            |
| Colomban 52’ | Marcatori | 80’ Vitali |

| Arbitro: | Genel (Trieste) |

|                         |           |            |
| Snidero 26’ Tinazzi 41’ | Marcatori | 49’ Danova |

| Arbitro: | Griggi (Brescia) |

|             |           |                |
| Tinazzi 46’ | Marcatori | 17’ Ghersetich |

| Arbitro: | Jonni (Macerata) |

|             |           |  |
| Santoni 16’ | Marcatori |  |

| Arbitro: | Piemonte (Monfalcone) |

|                             |           |               |
| Vitali 1’, 78’ Morbello 52’ | Marcatori | 42’ Maccacaro |

| Arbitro: | Marchese (Frattamaggiore) |

|                      |           |                                   |
| Marchetto 40’ (rig.) | Marcatori | 29’ Morbello 54’ (aut.) Sacchiero |

| Arbitro: | Annoscia (Bari) |

|                        |           |  |
| Manenti 14’ Vitali 28’ | Marcatori |  |

| Arbitro: | Righi (Milano) |

|             |           |                    |
| Sartori 30’ | Marcatori | 90’ (aut.) Dreossi |

| Arbitro: | De Gregorio (Legnano) |

|                         |           |  |
| Bozzato 66’ Danieli 85’ | Marcatori |  |

| Arbitro: | Adami (Roma) |

|                                     |           |               |
| Morbello 6’ Castaldo 64’ Vitali 89’ | Marcatori | 50’ Ferrarese |

| Arbitro: | Mori (Cremona) |

|                                                            |           |                                 |
| Redegalli 31’ Tinazzi 40’ Castaldo 52’ (rig.) Morbello 79’ | Marcatori | 72’ (rig.) Baccalini 81’ Bretti |

| Arbitro: | Guarnaschelli (Pavia) |

|                 |           |  |
| Azzali 11’, 18’ | Marcatori |  |

| Arbitro: | Piemonte (Monfalcone) |

|                         |           |  |
| Vitali 20’ Morbello 60’ | Marcatori |  |

| Arbitro: | Adami (Roma) |

|                                          |           |                   |
| Caprile 19’ Russi 31’ (aut.) Bocchio 54’ | Marcatori | 37’, 71’ Morbello |

#### Girone di ritorno
| Arbitro: | Maghernino (San Severo) |

|                             |           |  |
| Traverso 45’ Albertelli 80’ | Marcatori |  |

| Arbitro: | Piemonte (Monfalcone) |

|         |           |  |
| Nova 2’ | Marcatori |  |

| Arbitro: | Kainer (Wolfsberg) |

|            |           |  |
| Vitali 41’ | Marcatori |  |

| Arbitro: | Marangio (Roma) |

|                                      |           |                  |
| Vitali 32’ Castaldo 66’ Morbello 85’ | Marcatori | 31’ (rig.) Zonch |

| Arbitro: | Annoscia (Bari) |

|  |           |                |
|  | Marcatori | 34’ Albertelli |

| Cagliari 10 marzo 1957 | Cagliari        | 0 – 0 | Alessandria | Stadio Amsicora\| Arbitro: \| Marangio (Roma) \| |
| Arbitro:               | Marangio (Roma) |       |             |                                                  |

| Arbitro: | Annoscia (Bari) |

|                              |           |                              |
| Morbello 4’ Manenti 25’, 38’ | Marcatori | 50’, 77’, 88’ (rig.) Baldini |

| Arbitro: | Steiner |

|              |           |  |
| Basiliani 6’ | Marcatori |  |

| Alessandria 31 marzo 1957 | Alessandria         | 0 – 0 | Marzotto Valdagno | Stadio Giuseppe Moccagatta\| Arbitro: \| Gambarotta (Genova) \| |
| Arbitro:                  | Gambarotta (Genova) |       |                   |                                                                 |

| Arbitro: | Piemonte (Monfalcone) |

|                      |           |             |
| Tagnin 4’ Borghi 63’ | Marcatori | 18’ Pratesi |

| Arbitro: | Marangio (Roma) |

|                                                             |           |             |
| Castaldo 27’ Albertelli 31’ (rig.) Morbello 59’ Pratesi 69’ | Marcatori | 79’ Buratti |

| Arbitro: | Moriconi (Roma) |

|                       |           |              |
| Albertelli 16’ (rig.) | Marcatori | 20’ Calegari |

| Arbitro: | Adami (Roma) |

|                            |           |              |
| Darin 60’ Giammarinaro 84’ | Marcatori | 39’ Traverso |

| Bari 19 maggio 1957 | Bari                  | 0 – 0 | Alessandria | Stadio della Vittoria\| Arbitro: \| Piemonte (Monfalcone) \| |
| Arbitro:            | Piemonte (Monfalcone) |       |             |                                                              |

| Arbitro: | Perego (Milano) |

|                         |           |  |
| Morbello 4’ Manenti 24’ | Marcatori |  |

| Arbitro: | Campanati (Milano) |

|  |           |                                    |
|  | Marcatori | 8’ Castaldo 37’, 66’, 86’ Traverso |

| Arbitro: | Menchini (Udine) |

|                                                          |           |                          |
| Manenti 25’ Vitali 47’ Tinazzi 50’ Albertelli 66’ (rig.) | Marcatori | 54’ Bocchio 56’ Tarabbia |

### Spareggio
| Arbitro: | Moriconi (Roma) |

|                         |           |          |
| Tinazzi 3’ Castaldo 95’ | Marcatori | 81’ Nova |

## Statistiche

### Statistiche di squadra
| Competizione | Punti | In casa | In casa | In casa | In casa | In casa | In casa | In trasferta | In trasferta | In trasferta | In trasferta | In trasferta | In trasferta | Totale | Totale | Totale | Totale | Totale | Totale | DR  |
| Competizione | Punti | G       | V       | N       | P       | Gf      | Gs      | G            | V            | N            | P            | Gf           | Gs           | G      | V      | N      | P      | Gf     | Gs     | DR  |
| ------------ | ----- | ------- | ------- | ------- | ------- | ------- | ------- | ------------ | ------------ | ------------ | ------------ | ------------ | ------------ | ------ | ------ | ------ | ------ | ------ | ------ | --- |
| Serie B      | 43    | 17      | 13      | 4       | 0       | 37      | 15      | 17           | 4            | 5            | 8            | 20           | 21           | 34     | 17     | 9      | 8      | 57     | 36     | +21 |
| Spareggio    |       | -       | -       | -       | -       | -       | -       | 1            | 1            | 0            | 0            | 2            | 1            | 1      | 1      | 0      | 0      | 2      | 1      | +1  |
| Totale       | -     | 17      | 13      | 4       | 0       | 37      | 15      | 18           | 5            | 5            | 8            | 22           | 22           | 35     | 18     | 9      | 8      | 59     | 37     | +22 |

### Statistiche dei giocatori[3][5]
| Giocatore     | Serie B  | Serie B | Serie B     | Serie B    | Spareggio | Spareggio | Spareggio   | Spareggio  | Totale   | Totale | Totale      | Totale     |
| Giocatore     | Presenze | Reti    | Ammonizioni | Espulsioni | Presenze  | Reti      | Ammonizioni | Espulsioni | Presenze | Reti   | Ammonizioni | Espulsioni |
| ------------- | -------- | ------- | ----------- | ---------- | --------- | --------- | ----------- | ---------- | -------- | ------ | ----------- | ---------- |
| L. Albertelli | 18       | 5       | ?           | ?          | 1         | 0         | ?           | ?          | 19       | 5      | ?           | ?          |
| U. Boniardi   | 26       | 0       | ?           | ?          | -         | -         | -           | -          | 26       | 0      | 0+          | 0+         |
| S. Bosio      | 19       | 0       | ?           | ?          | -         | -         | -           | -          | 19       | 0      | 0+          | 0+         |
| G. L. Brotto  | 10       | 0       | ?           | ?          | 1         | 0         | ?           | ?          | 11       | 0      | ?           | ?          |
| E. Castaldo   | 31       | 8       | ?           | ?          | 1         | 1         | ?           | ?          | 32       | 9      | ?           | ?          |
| G. Castelli   | 3        | 0       | ?           | ?          | -         | -         | -           | -          | 3        | 0      | 0+          | 0+         |
| P. Cuman      | 10       | -8      | ?           | ?          | -         | -         | -           | -          | 10       | -8     | 0+          | 0+         |
| M. Manenti    | 23       | 6       | ?           | ?          | 1         | 0         | ?           | ?          | 24       | 6      | ?           | ?          |
| E. Morbello   | 34       | 11      | ?           | ?          | 1         | 0         | ?           | ?          | 35       | 11     | ?           | ?          |
| A. Nardi      | 16       | 0       | ?           | ?          | 1         | 0         | ?           | ?          | 17       | 0      | ?           | ?          |
| F. Pedroni    | 31       | 0       | ?           | ?          | 1         | 0         | ?           | ?          | 32       | 0      | ?           | ?          |
| E. Pratesi    | 8        | 2       | ?           | ?          | -         | -         | -           | -          | 8        | 2      | 0+          | 0+         |
| L. Redegalli  | 14       | 2       | ?           | ?          | -         | -         | -           | -          | 14       | 2      | 0+          | 0+         |
| F. Russi      | 31       | 0       | ?           | ?          | -         | -         | -           | -          | 31       | 0      | 0+          | 0+         |
| C. Snidero    | 23       | 1       | ?           | ?          | -         | -         | -           | -          | 23       | 1      | 0+          | 0+         |
| I. Stefani    | 24       | -28     | ?           | ?          | 1         | -1        | ?           | ?          | 25       | -29    | ?           | ?          |
| G. Tinazzi    | 18       | 7       | ?           | ?          | 1         | 1         | ?           | ?          | 19       | 8      | ?           | ?          |
| L. Traverso   | 12       | 5       | ?           | ?          | 1         | 0         | ?           | ?          | 13       | 5      | ?           | ?          |
| A. Vitali     | 22       | 9       | ?           | ?          | 1         | 0         | ?           | ?          | 23       | 9      | ?           | ?          |